# 奇马尔马
奇马尔马（亦作奇马尔曼）是阿兹特克神话中的女神，人们将其视为托尔特克神袛克特萨尔科瓦特尔的母亲，其名奇马尔马为“盾-手”之意。
许多口述记录表明奇马尔马可能是阿兹特克人的发源地阿兹特兰的象征。而维齐洛波奇特利和克特萨尔科瓦特尔则可能来自于阿兹特克人生活在奇奇梅卡之后继承的托尔特克精神文明遗产。与其他的阿兹特克神话相似，在不同的部落与不同的时间，奇马尔马的传说各不相同。

## 克特萨尔科瓦特尔之母
根据1558年的手稿中第七节的描述，克特萨尔科瓦特尔的诞生过程如下所述：“之后米斯科瓦特尔去了维兹纳瓦克，奇马尔马出来迎接他， 不过她身无着物，因此米斯科瓦特尔朝她双腿之隙射出两箭，之后他与奇马尔马发生了性关系，并使其怀孕”。

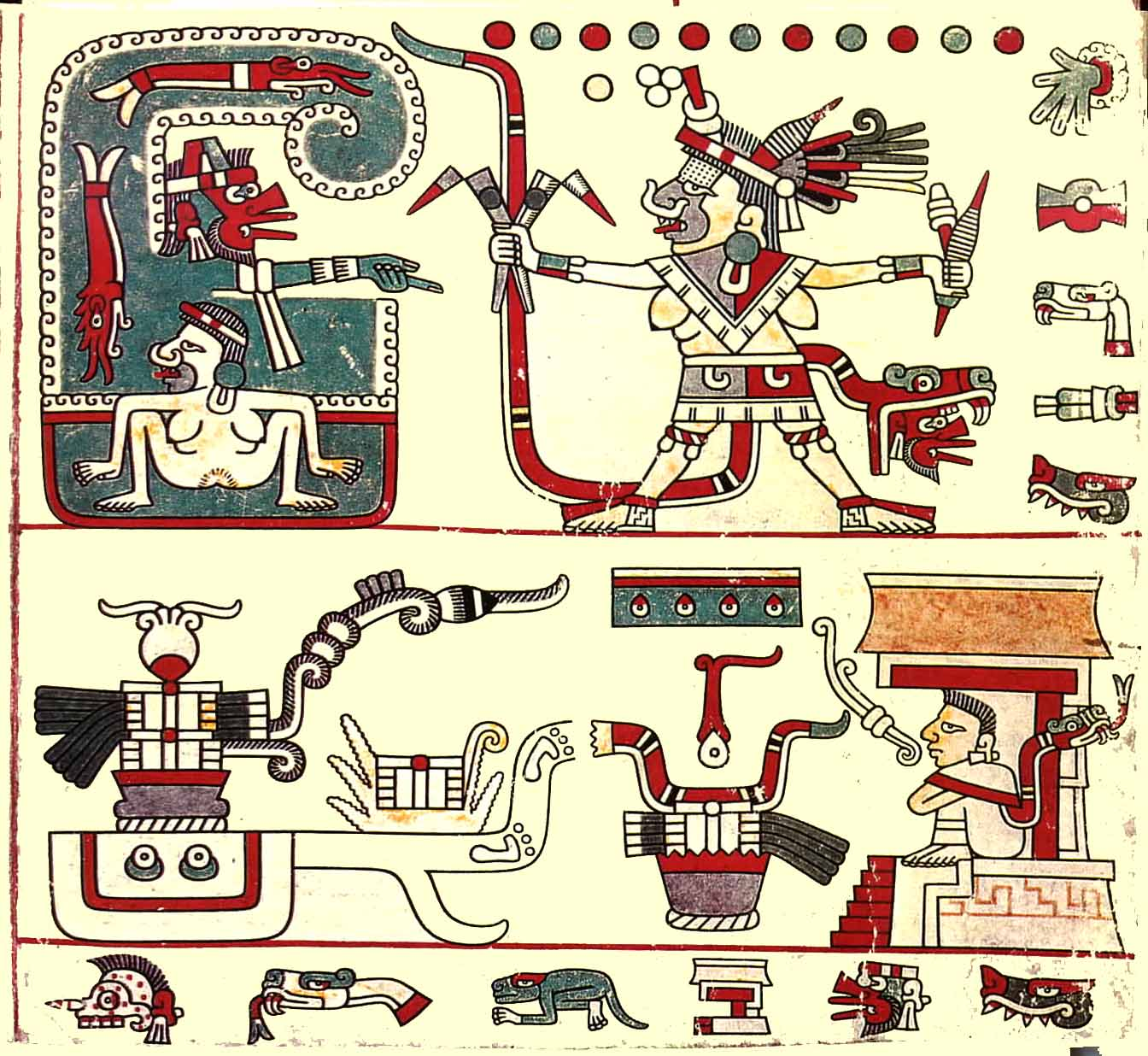
劳德手抄本中的奇马尔马

另一种说法则是米斯科瓦特尔在莫雷洛斯捕猎时遇见并爱上了奇马尔马。 不过米斯科瓦特尔的追求行动失败了，因此他愤怒地朝奇马尔马连射五箭，但却都被奇马尔马赤手夺下。她因此得名“盾-手”，并于不久后与米斯科瓦特尔结婚，但奇马尔马却总怀不上孩子。于是他们去了克特萨尔科瓦特尔的祭坛向神明祷告，祭司让她吞下一颗小宝石，这之后奇马尔马便奇迹地怀孕了。但这却激怒了克特萨尔科瓦特尔的兄弟特斯卡特利波卡，于是他派遣其他人杀死了米斯科瓦特尔。奇马尔马则逃回了她的故乡特波斯特兰，不过在生下托皮尔特辛时死去。后来托皮尔特辛发现自己的身份就是克特萨尔科瓦特尔，并肩负着帮助托尔特克文明的使命。这一说法与奇马尔波波卡手抄本中的记载类似，“在奇马尔马吞下宝石之时，克特萨尔科瓦特便投入其胎腹”。